# Virginia-Klasse (2004)
Die Virginia-Klasse ist eine Klasse von nuklear getriebenen Jagd-U-Booten der United States Navy. Sie wurde in den 1990er Jahren geplant und wird seit 1999 gebaut. Von dieser Klasse sind bis zu 30 Einheiten geplant, um damit im 21. Jahrhundert das Rückgrat der amerikanischen U-Boot-Flotte zu bilden.

## Geschichte

### Planung und Bau

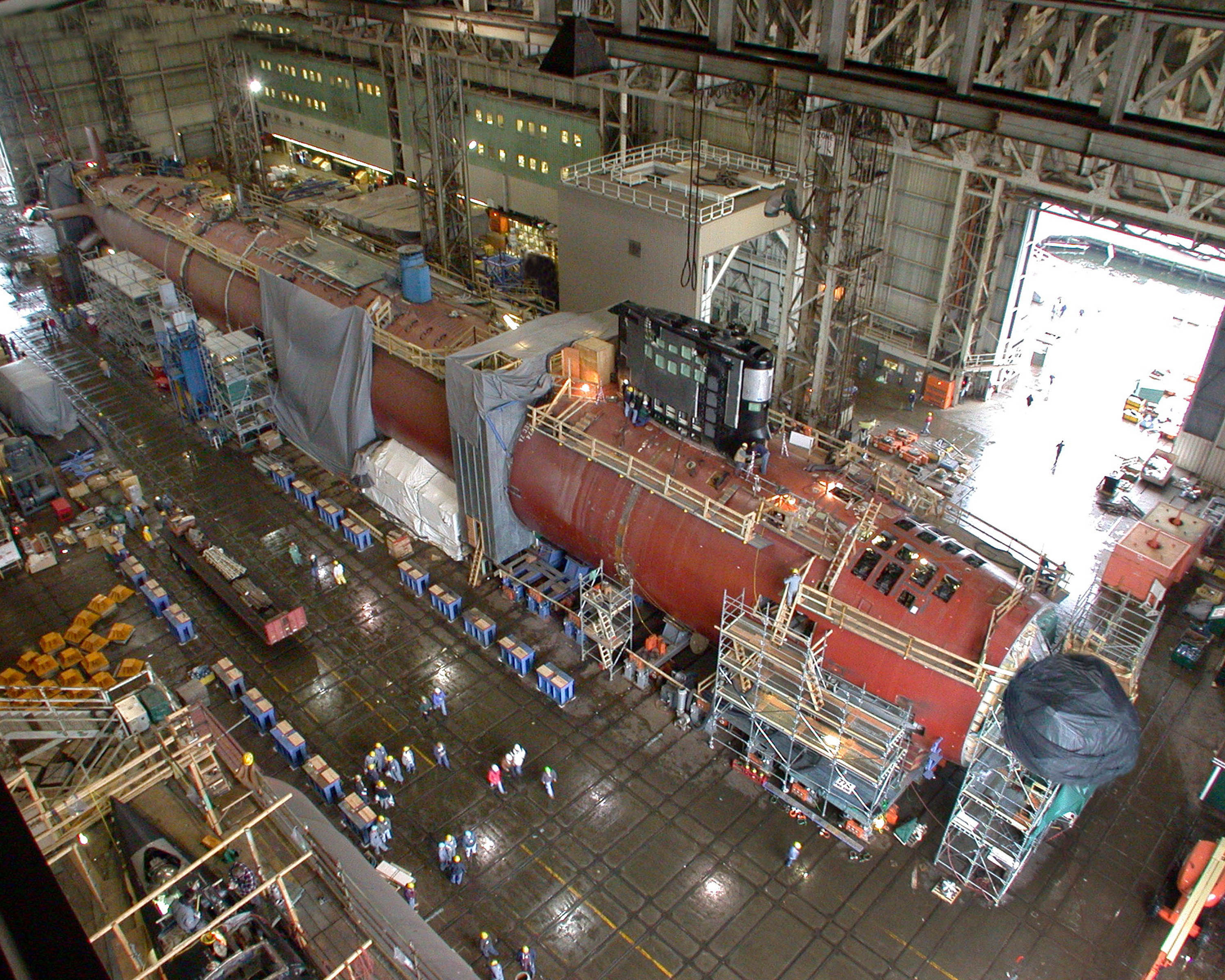
Bau der Virginia

Die Virginia-Klasse wurde im NSSN-Programm (New Attack Submarine) als Ersatz für die frühen Boote der Los-Angeles-Klasse geplant, nachdem von der Seawolf-Klasse nur drei Einheiten hatten finanziert werden können und durch das Ende des Kalten Krieges neue Einsatzkonzeptionen nötig geworden waren. Damit war die Virginia-Klasse die erste U-Boot-Klasse, bei deren Entwicklung speziell auf die veränderten Bedingungen der neuen geopolitischen Lage eingegangen werden konnte. Nachdem die Navy bei den Seawolfs von ihrer Nummerierung abgewichen ist, um zu zeigen, dass dies die U-Boote für das 21. Jahrhundert werden (daher SSN-21 bis -23), werden die Virginias wieder in der Reihenfolge ab SSN-774 klassifiziert.
Der Bau erfolgt auf den Werften von Electric Boat (EB) und Newport News Shipbuilding (NNS). EB baut große Teile des Rumpfes sowie Maschinenräume und Kontrollzentrum, während NNS unter anderem Bug, Heck, Turm sowie die Torpedoräume fertigt. Später werden die einzelnen Module zusammengefügt und zu Wasser gelassen. Als ausführende Bauwerft wählte die Navy EB aus, die Aufträge werden zwischen den beiden Schiffbau-Unternehmen jedoch 50:50 geteilt. Der Bau der Klasse liegt derzeit im Plan. Die dritte Einheit wurde pünktlich abgeliefert, die fünfte Einheit sollte gar sechs Monate vor dem vereinbarten Zeitpunkt fertig werden. Im Dezember 2007 wurde allerdings bekannt, dass Arbeiter von NNS zum Schweißen von Rohrsystemen im nicht-nuklearen Teil der U-Boote entgegen den Vorgaben der Navy verschiedene Hartlote für zusammenhängende Schweißnähte verwendet haben. Dies sorgte für Verzögerungen bei der vierten Einheit. Das weitere Programm wurde davon jedoch nicht verzögert, die fünfte Einheit wurde im Sommer 2008 tatsächlich rund acht Monate vor Plan an die Navy übergeben, wodurch Einsparungen von rund 54 Millionen US-Dollar erreicht werden konnten.
Ursprünglich wurde die Klasse auch als eine kostengünstigere Alternative zu den zwei Milliarden US-Dollar teuren Seawolfs geplant. Dabei sollten vor allem bei der Computerisierung und Vernetzung durch weitestgehende Standardisierung von Bauteilen Einsparungen erreicht werden (Open System Architecture). Allerdings wurde ein industrial arrangement (eine Art Vereinbarung zwischen den Werften und der Navy) nötig, um Electric Boat und Newport News Shipbuilding am Leben zu erhalten. Unter anderem daraus resultieren Kosten von bis zu 2,6 Mrd. Dollar pro Boot. Die Kosten späterer Einheiten sollen durch das Zurückgreifen auf moderneres, besser zu verbauendes Equipment und die Anwendung verbesserter Bauabläufe auf 4 Mrd. Dollar nach Kurs von 2005 für zwei Einheiten pro Jahr sinken.
Die ersten vier Einheiten wurden zusammen 1998 in Auftrag gegeben, eine weitere im August 2003 und fünf im Januar 2004. Im Januar 2005 wurde bekannt, dass das Programm, welches insgesamt ein Budget von 81,3 Mrd. Dollar aufweist, aufgrund des Haushaltsdefizits der USA gekürzt werden soll. Acht weitere Bestellungen tätigte die Navy im Dezember 2008, das letzte dieser Boote wurde gemäß Plan 2019 ausgeliefert. Ab 2011 wurde das Programm auf eine Rate von zwei Booten pro Jahr gesteigert, um auf lange Sicht eine Jagd-U-Boot-Flotte von 48 Einheiten halten zu können.

### Modifikationen

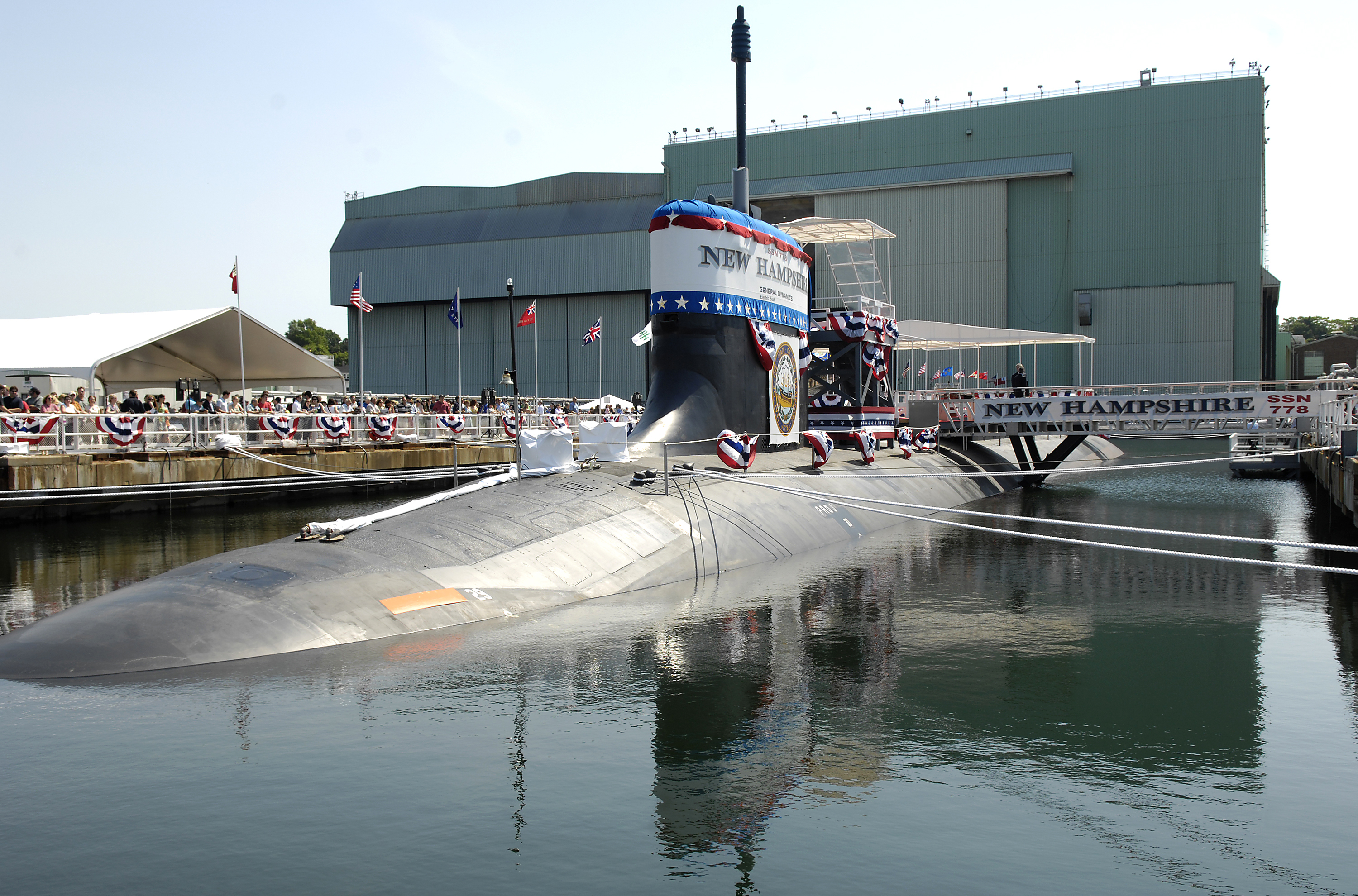
New Hampshire, erstes Boot des Flight II

Die Boote werden in drei Modifikationsstufen, so genannten Flights, ausgeliefert. Unter anderem wird darüber nachgedacht, eine mittschiffs liegende Sektion zu bauen, die leicht ausgetauscht und so der Mission einer Fahrt angepasst werden kann. Dies könnte zum Beispiel unterschiedliche Waffenkonfigurationen oder einen Hangar für kleine Unterwasserfahrzeuge betreffen. Auf dem fünften und sechsten Boot sollte außerdem das Advanced Sail getestet werden, ein stromlinienförmiger Turm, der neben besseren Taucheigenschaften vor allem eine Erhöhung des umschlossenen Raums innerhalb des Turms mit sich bringt, in dem ebenfalls ein kleiner Hangar integriert werden kann. Dies wurde jedoch auf spätere Boote verschoben, erst 2014[veraltet] soll das Advanced Sail eingesetzt werden. Mit dem Transformational Technology Core soll ein neuer Kern für den Reaktor entwickelt und auf späteren Booten eingebaut werden, der 30 bis 50 Prozent mehr Energie liefert.
Bei Flight-III-Booten werden die zwölf vertikalen Startrohre durch zwei Revolvermagazine mit je sechs Startrohren ersetzt. Bei diesen Magazinen handelt es sich um eine modifizierte Version der Geräte, die bei den zu SSGN umgerüsteten Booten der Ohio-Klasse zum Einsatz kommen. Diese Maßnahme soll die Anschaffungs- und Wartungskosten reduzieren. Auch ein neues Sonar soll für geringere Kosten und bessere Leistung sorgen. Das neue System wird auch Komponenten aus dem Sonar der Seawolf-Klasse verwenden. Die Flight-III-Konfiguration wird mit dem elften Boot der USS North Dakota eingeführt, welche 2014 in Dienst gestellt wurde.
Die Flight-V-Boote sind mit zusätzlich vier Virginia Payload Tubes (VPT) ausgerüstet. Dieses VLS kann bis zu 28 Marschflugkörper aufnehmen. Mit den beiden 6VLS-Revolvern zusammen 40. Durch den Einbau der vier VPT vergrößert sich die Länge der Boote auf 140,2 m und die Verdrängung steigt auf 10.200 Tonnen.

### Gegenwart und Zukunft
Am 23. Oktober 2004 wurde die erste Einheit, die USS Virginia und am 4. September 2006 die Folgeeinheit, die USS Texas in Dienst gestellt. Bis Juni 2022 wurden 21 Einheiten in Dienst gestellt, weitere drei Einheiten befinden sich im Bau und vier sind bewilligt.
Bis Ende 2023 ist die Zahl der aktiven Boote der Los-Angeles-Klasse auf 26 Einheiten gesunken, Tendenz fallend, so dass die Virginia-Klasse in den nächsten Jahren den Großteil der Jagd-U-Boote der Flotte stellen wird. Bei einer Dienstzeit von 30 Jahren oder darüber hinaus ist für die Klasse eine Einsatzdauer bis Mitte des 21. Jahrhunderts abzusehen.

## Technik

### Rumpf

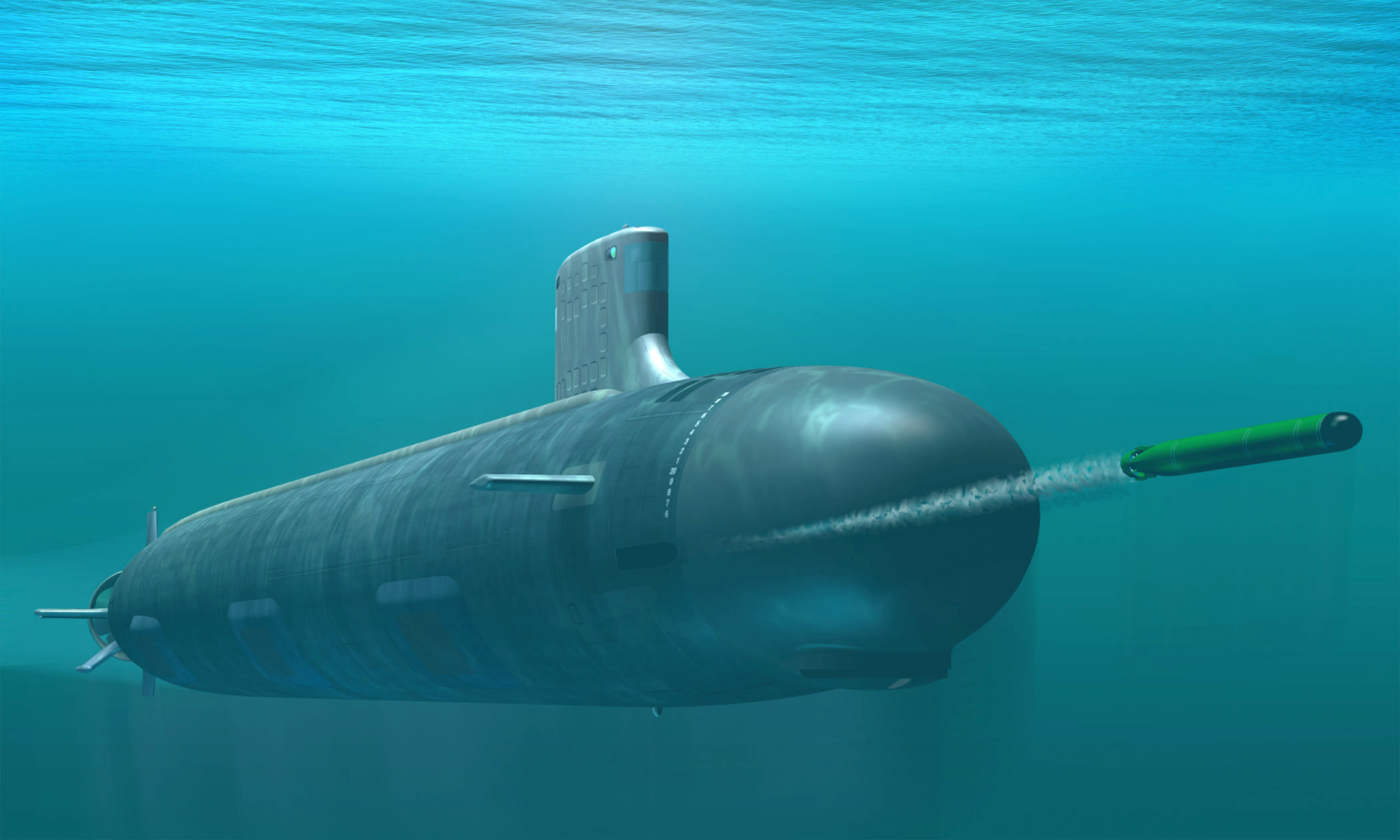
Grafik einer Virginia

Der Rumpf der Virginia-Klasse ist 115 Meter lang, und damit etwas länger als die Rümpfe der beiden Vorgänger-Klassen. Die Breite liegt bei 10,4 Meter. Getaucht verdrängt ein Boot rund 8000 tn.l. Damit liegt sie zwar über der Los-Angeles-Klasse, aber entsprechend dem Plan, ein kleineres Boot zu bauen, deutlich unter der Seawolf-Klasse.
Innerhalb des Rumpfes sind die einzelnen Abteilungen gedämpft gelagert, um die Geräuschentwicklung zu minimieren. Die Tiefenruder sind am Bug direkt an der Druckhülle angebracht; die vorderen sind einziehbar, während die hinteren, die sich direkt vor dem Antrieb befinden, fest sind. Die Steuerung erfolgt nicht, wie bei früheren Klassen, über ein Steuerhorn, sondern über einen Sidestick, der die Befehle elektrisch, ähnlich modernen Flugzeugen, an die Ruder überträgt.
Der gesamte Rumpf ist mit einer echolosen Schicht bedeckt, die die Erfassung der Boote durch Sonar erschweren soll. Zu Beginn gab es Schwierigkeiten mit dieser Schicht. Auf den ersten drei Booten lösten sich 5 bis 7 % der Kacheln ab, bei späteren Booten dann nur noch weniger als 2 %.

### Antrieb
Der Antrieb besteht aus einem Druckwasserreaktor vom Typ S9G (S für Submarine, 9 für die neunte Generation von Atomreaktoren für U-Boote, G für den Hersteller, General Electric). Dieser bringt eine Leistung von fast 30.000 kW (40.000 PS) über zwei Turbinen auf eine einzelne Welle, die einen Düsenringpropeller antreibt. Der Vorteil dieser, bei U-Booten erstmals bei der britischen Trafalgar-Klasse angewandten Technik ist vor allem eine Reduktion des vom Antrieb abgestrahlten Schalls und ein schnelleres Ansprechverhalten bei Geschwindigkeitsänderungen. Welche Geschwindigkeit die Boote tatsächlich erreichen können, ist geheim, die Navy spricht aber von „25+ Knoten“. Beobachter gehen aber von einer Höchstgeschwindigkeit von über 30 Knoten aus, da die Virginia-Klasse aufgrund des Düsenringpropellers und des optimierten Hüllendesigns auf ähnlichem Niveau wie die Seawolf-Klasse liegen sollte.
Die Boote der Virginia-Klasse gelten als die leisesten ihrer Klasse.

### Bewaffnung

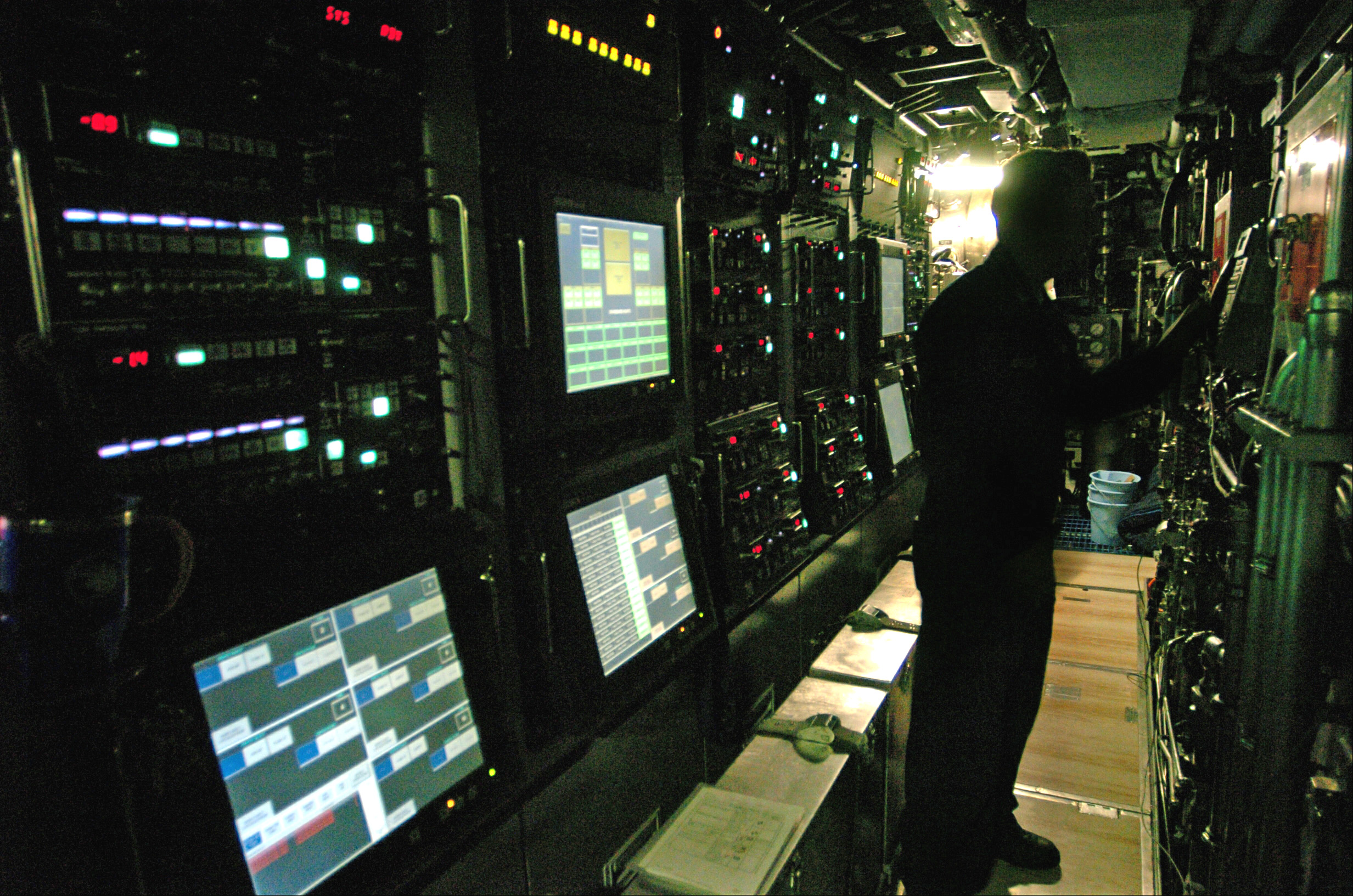
Kontrollen für den Torpedo-Abschuss

Die Virginias sind mit vier  Torpedorohren vom Durchmesser 21 Zoll (533 Millimeter) ausgerüstet, aus denen neben dem Standardtorpedo Mark 48 ADCAP auch gekapselte Marschflugkörper vom Typ UGM-109 Tomahawk oder die UGM-84 Sub Harpoon abgeschossen werden können; außerdem können Seeminen gelegt werden. Die Torpedorohre sind wie schon bei der Seawolf-Klasse seitlich platziert und nach außen angewinkelt, um Platz für das riesige Bugsonar zu schaffen, welches sich über die gesamte Breite erstreckt. Jedes Boot verfügt über ein Vertical Launching System mit 12 senkrecht angeordneten Rohren, aus denen ebenfalls Marschflugkörper der Tomahawk-Familie verschossen werden können. Im Inneren des U-Bootes gibt es Platz für 24 Ersatzwaffen für die Torpedorohre, das VLS kann nicht unterwegs nachgeladen werden.
Ab Flight III wurden die zwölf vertikalen Startrohre (VLS) durch zwei Revolvermagazine mit je sechs Startrohren (Virginia Payload Tubes (VPT)) ersetzt. Bei diesen Magazinen handelt es sich um eine modifizierte Version der Geräte, die bei den zu SSGN umgerüsteten Booten der Ohio-Klasse zum Einsatz kommen. Diese Maßnahme soll die Anschaffungs- und Wartungskosten reduzieren. Das erste U-Boot dieses Flights, die USS North Dakota wurde am 25. Oktober 2014 in Dienst gestellt. Weiterhin ist ab diesem Flight ein neues Sonar-System eingebaut.
Die Virginia-Klasse ist mit elektronischen Ködern ausgerüstet, die im Falle eines feindlichen Torpedoangriffs aus 14 an der Hülle montierten Halterungen gelöst werden können, um durch Imitation eines U-Bootgeräuschmusters (passiv) oder durch schallundurchlässige Luftblasenbildung (aktiv) die Waffe vom Boot abzulenken. Zusätzlich zu den Halterungen gibt es noch eine nachladbare Luke für den Täuschmittelausstoß.

### Elektronik

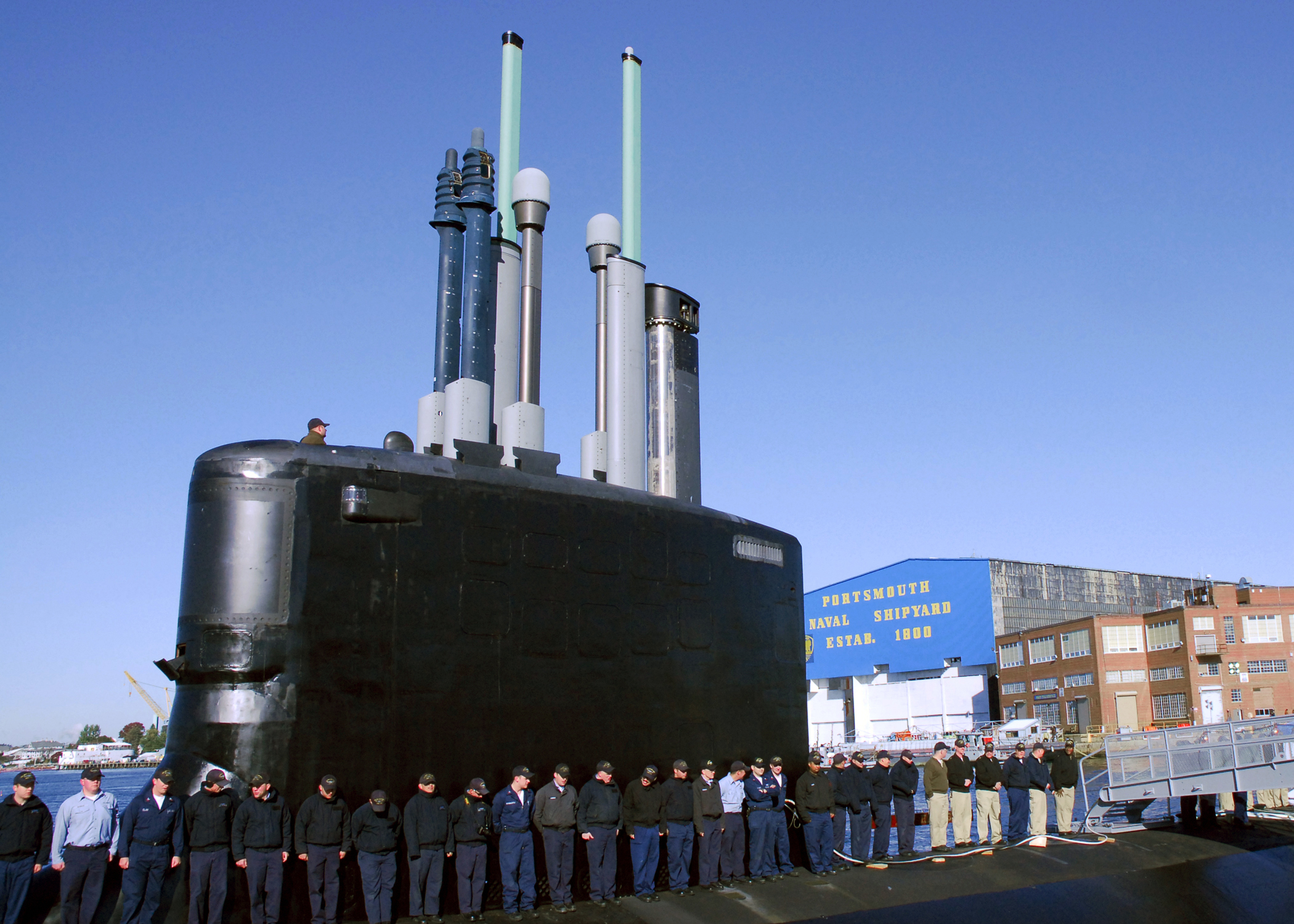
Masten der New Hampshire: Radar, Periskope und Kommunikationsmast. Links am Turm das Fenster für das Hochfrequenzsonar

Wichtigstes Ortungsinstrument der Virginia-Klasse ist ihr Niederfrequenz-Kugelsonar im Bug, das sowohl Schallwellen aussenden kann, um auf das Echo anderer Schiffe zu lauschen (aktiv), als auch (passiv) auf deren Schraubengeräusche etwa durch Kavitation. Außerdem können die Boote je nach Situation eines von zwei Schleppsonaren, nachgeschleppte passive Sonarsensorenketten, ausfahren. Die Sensoren befinden sich bis zu einem Kilometer hinter dem Boot, wodurch die Verfälschung des Sonarbildes durch eigene Betriebsgeräusche vermindert wird. An den Seiten der Hülle sind mehrere passive Sensoren (Lightweight Wide Aperture Array von Northrop Grumman Electronic Systems) angebracht, die auf faseroptischen Sensoren beruhen, nicht wie bei älteren Systeme auf Keramik. Am Turm sowie am „Kinn“, also unter dem Kugelsonar außen an der Hülle, befindet sich außerdem ein aktives Hochfrequenzsonar, das zum Aufspüren von kleinen Objekten wie zum Beispiel Minen dient. Die Daten werden vom BQQ-10(V4) sonar processing system verarbeitet.

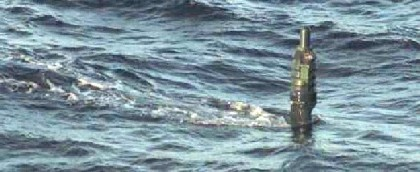
Optronikmast BVS-1

Für die Navigation im aufgetauchten Zustand existiert am Turm ein Radar vom Typ BPS-16 von Litton Marine Systems, das auf dem I-Band, also zwischen 8 und 10 GHz, arbeitet. Für die Kommunikation stehen mehrere Antennen zur Verfügung, unter anderem Hochfrequenzantennen für die Satellitenkommunikation sowie Extremniederfrequenzantennen, über die auch bei großer Tauchtiefe kurze Codegruppen empfangen werden können.
Die Boote der Virginia-Klasse haben kein herkömmliches optisches Periskop mehr, sondern zwei Optronikmasten Typ BVS-1, die Hochleistungskameras mit Infrarot-Sensoren und Bildverstärkern enthalten. Die Antennen für Elektronische Kampfführung (EW: electronic warfare) sind in den Masten integriert, ebenso ein lasergestützter Entfernungsmesser. Der Vorteil des verwendeten Systems ist, dass der Mast nicht mehr durch die Druckhülle in die Kommandozentrale geführt werden muss, da die ermittelten Daten über Lichtwellenleiter in das Control Center des U-Boots übertragen werden.

## Einsatzprofil

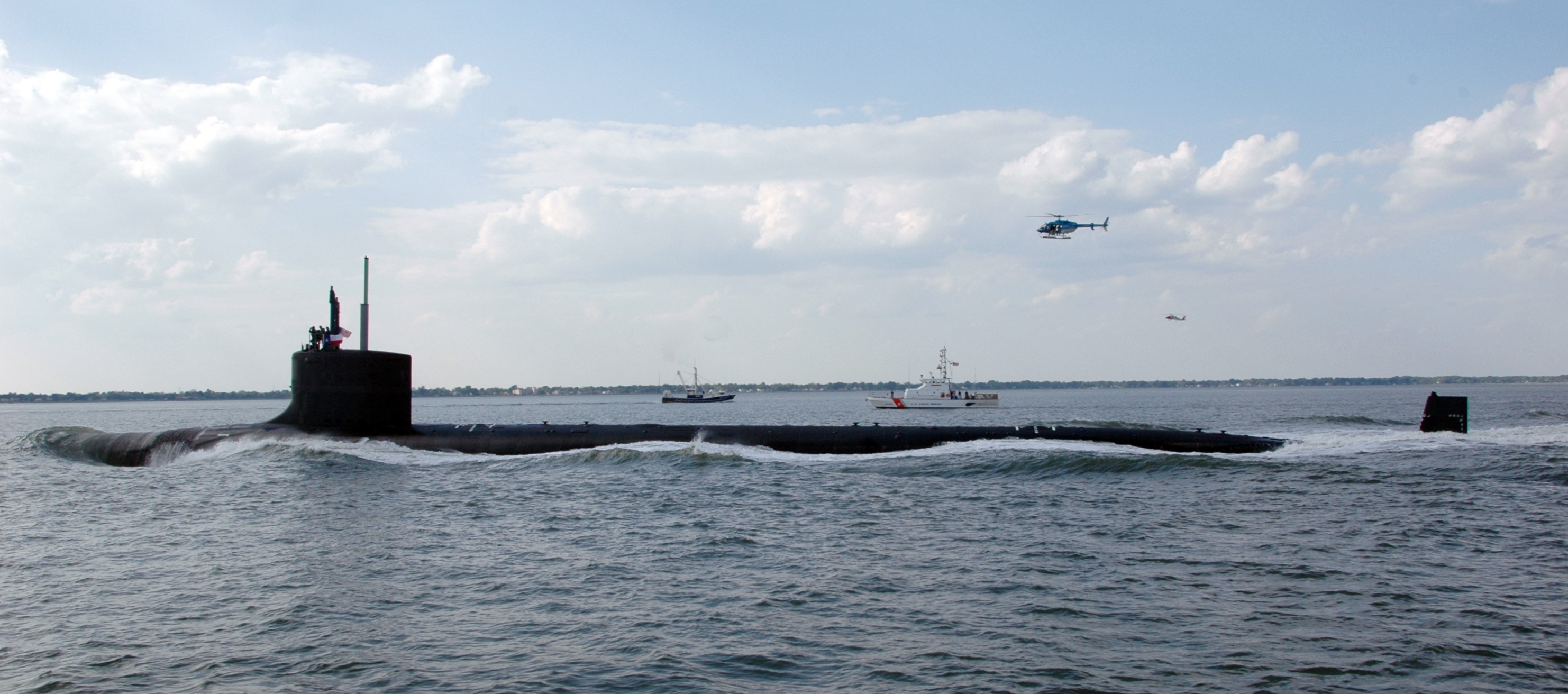
USS Texas (SSN-775)

Die Boote der Virginia-Klasse sind für ein weit gefächertes Missionsspektrum geplant worden. Neben den klassischen Kampfeinsätzen gegen Über- sowie Unterwasserschiffe und gegen Landziele sowie als Sonarvorposten für Flugzeugträgerkampfgruppen oder ähnliche Verbände ist die Klasse auch für littoral warfare (dt. etwa: Küstennahe Kampfführung) entwickelt worden. Darunter fallen etwa Sonarcomputer, die auch in den schwierigen Wasserverhältnissen in flachem Wasser, wo unter anderem ungewöhnliche Konvergenzzonen sowie Thermoklinen auftauchen können, möglichst klare Ergebnisse bieten. Dazu können die Boote Unmanned Underwater Vehicles, also Drohnen für den Unterwassereinsatz, starten und steuern, um auch in für das Boot selbst zu flachen Gewässern aufzuklären oder Minenfelder zu lokalisieren. Gleichzeitig kann über den EW-Mast elektronische Aufklärung durchgeführt werden, außerdem existiert eine Druckschleuse, über die Taucher zum Beispiel für verdeckte Operationen das Boot verlassen und wieder betreten können.